# Nudaurelia cytherea
Nudaurelia cytherea is een vlinder uit de familie nachtpauwogen (Saturniidae), onderfamilie Saturniinae.
De wetenschappelijke naam van de soort is, als Bombyx cytherea, voor het eerst geldig gepubliceerd door Fabricius in 1775.
De soort komt voor in het Afrotropisch gebied.

## Andere combinaties
- Bombyx cytherea Fabricius, 1775
  - Gonimbrasia cytherea (Fabricius, 1775)
  - Imbrasia cytherea (Fabricius, 1775)